# زيد ربيع
زيد ربيع هو لاعب كرة قدم إماراتي سابق. سجل هدفا في مرمى منتخب البحرين لكرة القدم في مسابقة كأس الخليج 1974.